# Земляные дрозды
Земляные дрозды (лат. Zoothera, от др.-греч. zoon — животное и theras — охотник) — род воробьиных птиц из семейства дроздовых (Turdidae). Род был описан ирландским зоологом Николасом Эйлуордом Вигорсом в 1832 году.
Раньше в род включали ещё 21 вид, в 2008 году выделенных в род Geokichla.

## Описание
Отличительной особенностью земляных дроздов рода Zoothera является «чешуйчатое» оперение. Они, как и представители рода Geokichla, отличаются оперением нижней части крыла — белого цвета с чёткой чёрной полосой.

## Распространение
Земляные дрозды обитают в Азии, Австралии и Океании. Ранее в род включали виды, обитающие в Африке и Азии, в частности сибирский дрозд и пегий земляной дрозд. В Азии широко распространён пёстрый дрозд (Zoothera dauma), ареал которого простирается от Урала до Приамурья, Приморья, Кореи и Японии, а также включает изолированные участки в Гималаях, Тибете, на юге и западе Китая, в Индокитае и Индии. На островах встречаются географически изолированные новобританский земляной дрозд (Zoothera talaseae) и меланезийский земляной дрозд (Zoothera margaretae). Крайне ограничен ареал саравакского земляного дрозда (Zoothera everetti), который встречается только на севере Калимантана. На южноазиатских островах от Суматры до Тимора, а также на Филиппинах обитает индонезийский земляной дрозд (Zoothera andromedae).
Многие дрозды рода Zoothera ведут наземный образ жизни.

## Классификация
По мнению Voelker G., Klicka J., центр появления земляных дроздов находится в Гималаях: ареалы четырёх наиболее базальных видов — marginata, monticola, dixoni, mollissima — включают этот регион. Предположительно, оттуда птицы распространились в материковую Юго-Восточную Азию, затем на острова, и потом в Австралию. В некоторых регионах скорее всего было несколько волн. В частности, первая колонизация Соломоновых островов была связана с заселением земляными дроздами островов Юго-Восточной Азии, а вторая — с заселением Австралии. Другой точки зрения придерживаются Urban Olsson и Per Alström, которые в группе с этими таксонами располагают также everetti и heinrichi. Последний является эндемиком Соломоновых островов, ранее он рассматривался в составе монотипического таксона Geomalia, но в результате исследования учёных, опубликованного в 2013 году, был включён в род земляных дроздов.
Ранее к роду относили также дроздов, обитающих в лесах Африки, включая в него более 35 видов. В начале XXI века учёные предположили парафилию этого рода, который был разделён на две части по линии Австралия - Азия и Азия - Африка. Вторая группа является сестринской к обширному роду Turdus и была выделена в род Geokichla.
В род включают 21 вид:
- Zoothera andromedae (Temminck, 1826) — Индонезийский земляной дрозд
- Zoothera aurea (Holandre, 1825)
- Zoothera dauma (Latham, 1790) — Пёстрый дрозд, или пёстрый земляной дрозд
- Zoothera dixoni (Seebohm, 1881) — Длиннохвостый земляной дрозд
- Zoothera everetti (Sharpe, 1892) — Саравакский земляной дрозд
- Zoothera griseiceps (Delacour, 1930)
- Zoothera heinei (Cabanis, 1851)
- Zoothera heinrichi (Stresemann, 1931) — Целебесский дрозд
- Zoothera imbricata E. L. Layard, 1854
- Zoothera lunulata (Latham, 1801)
- Zoothera machiki (H. O. Forbes, 1884)
- Zoothera major (Ogawa, 1905)
- Zoothera margaretae (Mayr, 1935) — Меланезийский земляной дрозд
- Zoothera marginata Blyth, 1847 — Длинноклювый земляной дрозд
- Zoothera mollissima (Blyth, 1842) — Гималайский земляной дрозд
- Zoothera monticola Vigors, 1832 — Горный земляной дрозд
- Zoothera neilgherriensis (Blyth, 1847)
- Zoothera salimalii Alström et al., 2016
- Zoothera talaseae (Rothschild & Hartert, 1926) — Новобританский земляной дрозд
- † Zoothera terrestris (Kittlitz, 1830) — Бонинский земляной дрозд
- Zoothera turipavae Cain & I. C. J. Galbraith, 1955